# Restinga (kommun)
Restinga är en kommun i Brasilien.   Den ligger i delstaten São Paulo, i den sydöstra delen av landet, 500 km söder om huvudstaden Brasília. Antalet invånare är 6 587.
Följande samhällen finns i Restinga:
- Restinga

Omgivningarna runt Restinga är en mosaik av jordbruksmark och naturlig växtlighet. Runt Restinga är det ganska tätbefolkat, med 70 invånare per kvadratkilometer.